# Vallelaghi
Vallelaghi è un comune italiano sparso di 5 259 abitanti situato principalmente nella valle dei Laghi, parte della Comunità della Valle dei Laghi, provincia autonoma di Trento in Trentino-Alto Adige.
È stato istituito il 1º gennaio 2016 dall'unione dei comuni di Padergnone, Terlago e Vezzano, che ne costituisce il capoluogo.

## Storia

### Simboli
Lo stemma rappresenta una sintesi degli stemmi dei tre comuni di origine
ed è stato approvato con D.G.P. del 31 marzo 2016, n. 476.
Il leone è ripreso dallo stemma di Vezzano; in centro il ramo di ulivo di Padergnone su sfondo; in basso la barca dello stemma di Terlago, con tre onde a rappresentare i tre laghi.
Gonfalone
(Art. 1 c. 6 dello Statuto comunale)

## Monumenti e luoghi d'interesse

### Architetture religiose
- Chiesa di Sant'Andrea Apostolo, parrocchiale nella frazione di Terlago
- Chiesa dei Santi Angeli Custodi, parrocchiale nella frazione di Monte Terlago
- Chiesa di Sant'Antonio Abate, parrocchiale nella frazione di Lon
- Chiesa di San Bartolomeo, parrocchiale nella frazione di Fraveggio
- Chiesa dei Santi Filippo e Giacomo, sussidiaria nella frazione di Padergnone
- Chiesa di San Filippo Neri, sussidiaria nella frazione di Terlago
- Chiesa di San Giacomo Maggiore, parrocchiale nella frazione di Covelo
- Chiesa di San Lorenzo, parrocchiale nella frazione di Ciago
- Chiesa di Santa Maria Maddalena, parrocchiale nella frazione di Margone
- Chiesa di Santa Massenza, parrocchiale nella frazione di Santa Massenza
- Chiesa di San Nicolò, parrocchiale nella frazione di Ranzo
- Chiesa di San Pantaleone, sussidiaria presso la frazione di Terlago
- Chiesa della Regina della Pace, parrocchiale nella frazione di Padergnone
- Chiesa di San Valentino, sussidiaria situata tra le frazioni di Padergnone e Vezzano
- Chiesa dei Santi Vigilio e Valentino, parrocchiale nella frazione di Vezzano

### Altro
- Centrale idroelettrica di Santa Massenza

## Società

### Evoluzione demografica
Abitanti censiti

## Amministrazione
| Periodo         | Periodo        | Primo cittadino       | Partito                          | Carica                  | Note  |
| --------------- | -------------- | --------------------- | -------------------------------- | ----------------------- | ----- |
| 1º gennaio 2016 | 8 maggio 2016  | Maria Grazia Odorizzi |                                  | Commissario prefettizio | [ 8 ] |
| 9 maggio 2016   | 4 ottobre 2020 | Gianni Bressan        | Lista civica                     | Sindaco                 | [ 9 ] |
| 4 ottobre 2020  | 3 maggio 2025  | Lorenzo Miori         | Lista civica                     | Sindaco                 |       |
| 4 maggio 2025   | in carica      | Lorenzo Miori         | lista civica Progetto Vallelaghi | Sindaco                 |       |